# Lammefjorden
Lammefjordul este un polder din Danemarca, la baza peninsulei Odsherred⁠(d). La origini un braț adânc ramificat al mării care ducea spre vest din Isefjord⁠(d), cea mai mare parte a sa este acum transformată în teren agricol⁠(d). Treimea estică, în afara digului de la Avdebo, este încă mare, dar numele de Lammefjorden se referă acum de obicei doar la partea uscată de la vest de dig.
Fostul fund de mare, teren nisipos, este un teren agricol excelent, în special pentru culturi precum morcov⁠(d) și cartof.
Proiectul de drenaj a început în 1873, dar abia în 1943 s-a pompat complet apa de la cele mai mici cote. Părțile mai înalte ale fiordului erau suficient de superficiale pentru a deveni uscat la începuturile proiectului. În 1899, peste capătul vestic al fiordului s-a deschis calea ferată Odsherred⁠(d). În locul unde calea ferată se intersectează cu drumul principal peste fundul mării, a apărut localitatea Fårevejle Stationsby; el servește drept centru administrativ și comercial pentru o mare parte din Lammefjord.
Lammefjord conține cea mai mică altitudine pe uscat a Danemarcei, la 7 m sub nivelul mării. De asemenea, este în cursa pentru cel mai scăzut punct al Uniunii Europene (aproape de Zuidplaspolder⁠(d) din Țările de Jos).

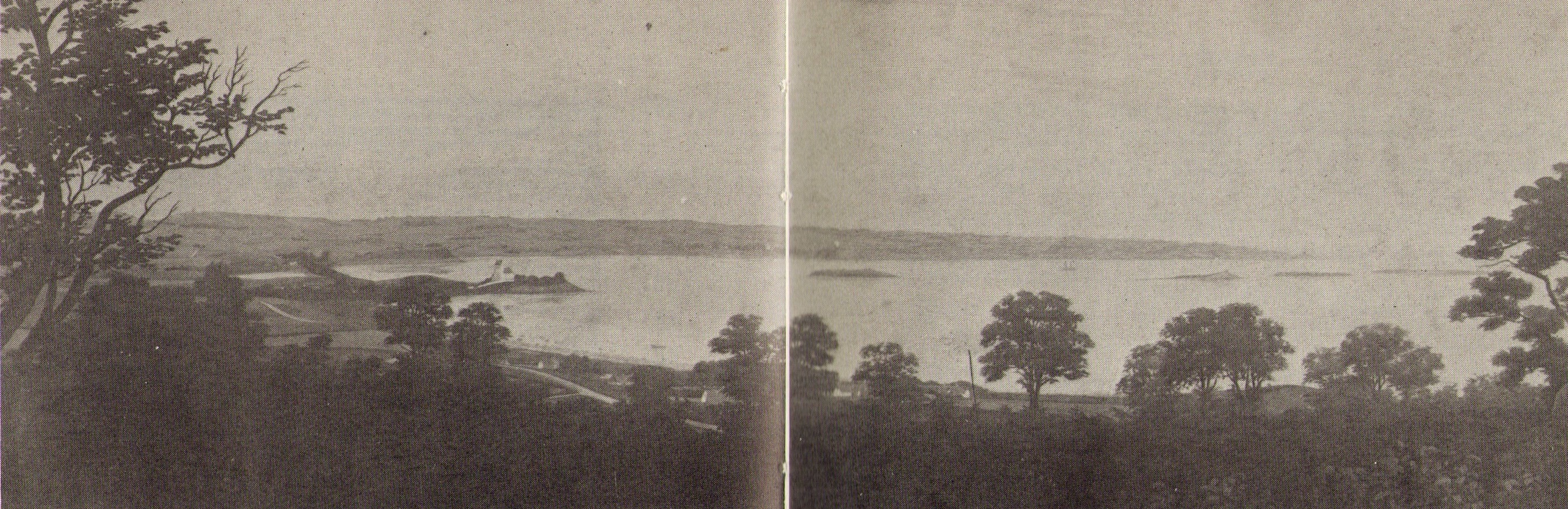
Lammefjorden înainte de desecare (1870)
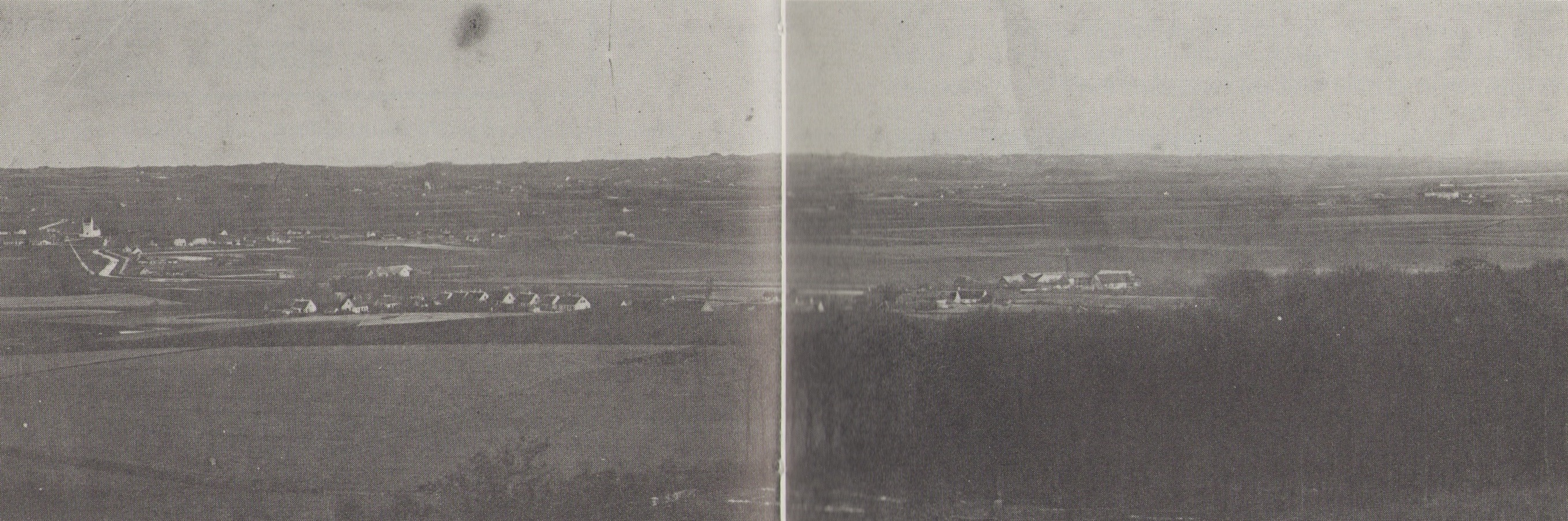
Lammefjorden după desecare (cca 1920)

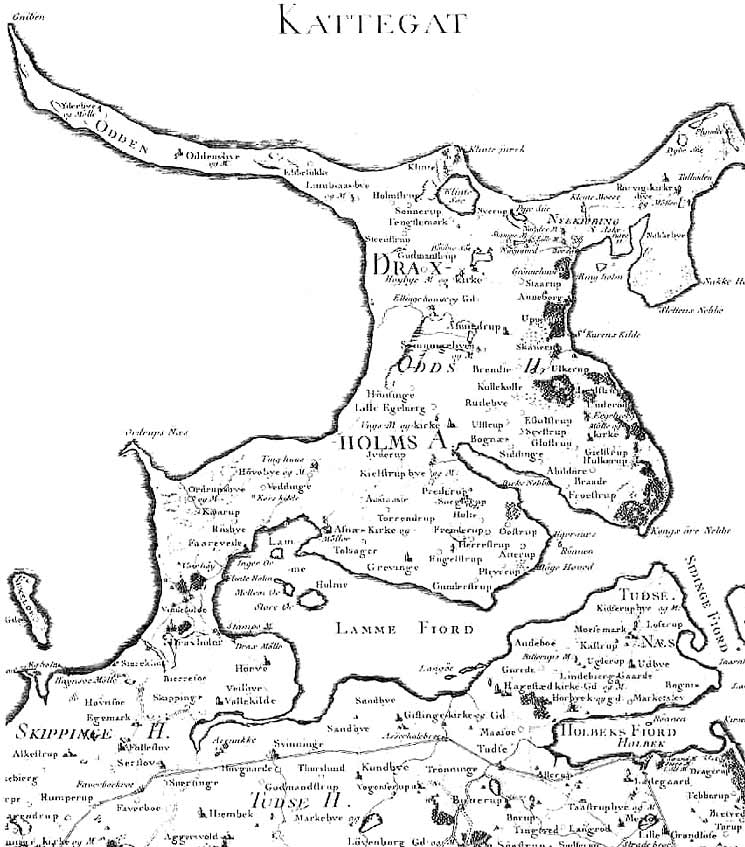
Harta Odsherredului din 1768 care arată întinderea inițială a fiordurilor Lammefjordens și Sidinge, înainte de îndiguire și desecare
Hartă din 2017 care arată întinderea actuală a Lammefjordenului